# Lancio del tonno
Il Lancio del tonno (in inglese Tuna Toss) è una competizione sportiva che si svolge durante il festival Tunarama a Port Lincoln, nella Penisola di Eyre in Australia Meridionale.
La peculiarità di questa gara è che i partecipanti devono lanciare un tonno il più lontano possibile. L'evento fa parte di una serie di attività che celebrano la pesca del tonno e la cultura locale. La competizione attira numerosi visitatori e contribuisce alla promozione dell'industria della pesca nella regione.

## Origine del gioco
La competizione del lancio del tonno è stata introdotta quasi due decenni dopo l'inizio del festival, con il primo evento registrato che si è svolto nel 1980. È diventato rapidamente un punto culminante, attirando sia la gente del posto che i turisti a partecipare o ad assistere allo spettacolo.
L'evento celebra i forti legami della regione con l'industria della pesca del tonno, fondata negli anni '50, e continua a essere una pietra miliare del festival, anche se recentemente ci sono state sfide con la sponsorizzazione e la continuità del festival. Il record attuale, stabilito nel 1998, è di oltre 37 metri.

## Descrizione
L'obiettivo della competizione è semplice: i partecipanti devono lanciare un tonno il più lontano possibile. Inizialmente, veniva utilizzato un tonno fresco, ma dal 2008, per le qualificazioni, si impiega un tonno di plastica zavorrata, mentre per le finali si usa un tonno surgelato di Tonno Rosso del Sud, con un manico di corda infilato attraverso le branchie.

## Cultura di massa
Il Lancio del tonno è uno degli sport presenti nel videogioco Wacky World of Sports presentato da SEGA.